# 3. Buch der Makkabäer
Das dritte Buch der Makkabäer ist ein apokryphes Buch des Alten Testaments, das in griechischer Sprache vermutlich im 1. Jahrhundert vor Christus verfasst wurde. In den meisten orthodoxen Kirchen ist es als Teil der Bibel anerkannt, nicht jedoch in den Westkirchen. Namensgebend sind die Makkabäer, die Anführer eines jüdischen Aufstandes gegen das Seleukidenreich.

## Entstehung
Das Buch nimmt auf die Makkabäer keinen Bezug. Den Titel erhielt die Schrift deshalb, weil sie sich in ihrer Darstellung an das Schema des 1. und 2. Makkabäerbuches anlehnt und ebenso wie diese – im Gegensatz zu allen anderen alttestamentlichen Schriften – während der Zeit der griechischen Oberherrschaft über den östlichen Mittelmeerraum spielt. Es wird von der Unterdrückung des jüdischen Glaubens und Ritus durch die Hellenisten berichtet sowie von einer Errettung durch den Eingriff Gottes. Das Buch beschreibt dabei legendenhaft Begebenheiten, die sich einige Jahrzehnte vor dem Aufstand der Makkabäer ereignet haben sollen. Es ist vergleichbar mit den Erzählungen im Buch Ester und im Buch Judit. Das Buch wurde von einem orthodoxen Juden in Alexandrien im 1. Jahrhundert vor Christus verfertigt.

## Inhalt
Ptolemaios IV., der Herrscher des hellenistischen Ptolemäerreiches in Ägypten, ist voll Zorn, dass er den Tempel in Jerusalem nach seinem Sieg über Antiochos III. nicht hat betreten dürfen (1,1 – 2,24). Daher versucht er die jüdische Kolonie in Alexandrien zum Dionysoskult und damit zum Glaubensabfall zu überreden. Da er die Juden nicht bekehren kann, will er sie schließlich von trunken gemachten Elefanten zertrampeln lassen. Dreimal aber werden die in der Arena zusammengetriebenen Juden durch die Vorsehung Gottes gerettet (2,25 – 6,22). Der König wird letztlich durch himmlische Erscheinungen bekehrt und zu ihrem Beschützer. Er veranstaltet ein siebentägiges Gastmahl für die Juden, erteilt ihnen einen Schutzbrief und gestattet ihnen die Tötung der zum Dionysoskult abgefallenen Juden (6,22 – 7,23).

## Theologische Einordnung
Die historische Glaubwürdigkeit des Buches wird allgemein angezweifelt. Möglicherweise diente ein Vorfall während der Regierungszeit des späteren Herrschers Ptolemaios VIII. als Vorlage. Nach Flavius Josephus ließ dieser Elefanten auf alexandrinische Juden los; die Elefanten wandten sich jedoch gegen die Diener des Königs.
Bemerkenswert ist die stark satirische Darstellung des heidnischen Übeltäters; dieser erscheint als zunächst furchteinflößende, zugleich aber höchst lächerliche, schwankende und unbeherrschte Gestalt.
Das Buch diente wahrscheinlich auch als Legende eines uns heute unbekannten Festes der ägyptischen Juden.